# Oligodon sublineatus
Oligodon sublineatus este o specie de șerpi din genul Oligodon, familia Colubridae, descrisă de Duméril, Bibron și Duméril 1854. A fost clasificată de IUCN ca specie cu risc scăzut.
Este endemică în Sri Lanka. Conform Catalogue of Life specia Oligodon sublineatus nu are subspecii cunoscute.